# C40 Cities Climate Leadership Group
Pour les articles homonymes, voir C40.
Le C40 Cities Climate Leadership Group (C40)  est une organisation qui vise à lutter contre le dérèglement climatique.
Créée en 2005 par le maire de Londres Ken Livingstone, l'organisation rassemble 94 des plus grandes villes du monde ainsi que 6 villes observatrices, représentant 49 pays différents. Elle représente 600 millions d'habitants et 25 % du PIB mondial, mais aussi 70 % de l'émission de gaz à effet de serre.
Depuis 2021, son président est Sadiq Khan, maire de Londres. À partir de 2023, Yvonne Aki-Sawyerr, maire de Freetown est co-présidente.

## Membre de l'association
- Mark Watts : Président éxecutive[2]
- Kevin Austin : Président des initiatives, régions et évènement[3]
- Seth Schultz : Président de la recherche, du management et du planning[3]
- Andrea Fernández : C40 Governance and Global Partnerships[3]
- Clare Hammacott : Président des finances et des opérations[3]
- Shannon Lawrence : Président de Global Initiatives[3]
- Simon Kjaer Hansen : Président des régions du C40[3]

### Dirigeants
Le tableau ci-dessous montre les dirigeants de l'organisation.
| Nom | Nom                           | Pays                     | Dates       | Fonction                                                       |
| --- | ----------------------------- | ------------------------ | ----------- | -------------------------------------------------------------- |
|     | Ken Livingstone               | Royaume-Uni              | 2005-2008   | Maire de Londres (2000-2008)                                   |
|     | David Miller                  | Canada                   | 2008-2010   | Maire de Toronto (2003-2010)                                   |
|     | Michael Bloomberg             | États-Unis               | 2010-2013   | Maire de New York (2002-2013)                                  |
|     | Eduardo Paes                  | Brésil                   | 2013-2016   | Maire de Rio de Janeiro (2009-2016)                            |
|     | Anne Hidalgo                  | France                   | 2016-2019   | Maire de Paris (depuis 2014)                                   |
|     | Eric Garcetti                 | États-Unis               | 2019-2021   | Maire de Los Angeles (2013-2022)                               |
|     | Sadiq Khan                    | Royaume-Uni              | 2021-2023   | Maire de Londres (depuis 2016)                                 |
|     | Sadiq Khan Yvonne Aki-Sawyerr | Royaume-Uni Sierra Leone | Depuis 2023 | Maire de Londres (depuis 2016) Maire de Freetown (depuis 2018) |

## Villes membres
| \| Accra Addis-Abeba Dakar Le Caire Johannesburg Lagos Canton Hong Kong Nankin Séoul Shenzhen Tokyo Wuhan Yokohama Amman Bangalore Kuala Lumpur New Delhi Dacca Dubaï Jaipur Karachi Calcutta Bombay Bangkok Hanoï Hô-Chi-Minh-Ville Jakarta Quezon City Ville de Melbourne Ville de Sydney Boston Chicago Houston Los Angeles Montréal New York Philadelphie Toronto Washington Mexico Bogota Buenos Aires Caracas Lima Medellin Rio de Janeiro Salvador Sao Paulo Athènes Berlin Istanbul Londres Madrid Milan Moscou Paris Rome Varsovie \| Géolocalisation des villes membres |
| Accra Addis-Abeba Dakar Le Caire Johannesburg Lagos Canton Hong Kong Nankin Séoul Shenzhen Tokyo Wuhan Yokohama Amman Bangalore Kuala Lumpur New Delhi Dacca Dubaï Jaipur Karachi Calcutta Bombay Bangkok Hanoï Hô-Chi-Minh-Ville Jakarta Quezon City Ville de Melbourne Ville de Sydney Boston Chicago Houston Los Angeles Montréal New York Philadelphie Toronto Washington Mexico Bogota Buenos Aires Caracas Lima Medellin Rio de Janeiro Salvador Sao Paulo Athènes Berlin Istanbul Londres Madrid Milan Moscou Paris Rome Varsovie                                          |

| Continent                 | Ville           | Ville               | Ville             | Ville         | Ville      | Ville              | Ville       | Ville           | Ville     | Ville      |  |  |
| Afrique                   | Accra           | Addis-Abeba         | Dakar             | Lagos         | Le Caire   | Johannesburg       |             |                 |           |            |  |  |
| Europe                    | Athènes         | Berlin              | Istanbul          | Londres       | Madrid     | Milan              | Moscou      | Paris           | Rome      | Varsovie   |  |  |
| Amérique du Nord          | Boston          | Chicago             | Houston           | Los Angeles   | Mexico     | Montréal           | New York    | Philadelphie    | Toronto   | Washington |  |  |
| Amérique du Sud           | Bogota          | Buenos Aires        | Caracas           | Lima          | Medellin   | Rio de Janeiro     | Salvador    | São Paulo       |           |            |  |  |
| Asie de l'Est             | Canton          | Hong Kong           | Nankin            | Séoul         | Shenzhen   | Tokyo              | Wuhan       | Yokohama        |           |            |  |  |
| Asie de l'Ouest et du Sud | Amman           | Bangalore           | Bombay            | Calcutta      | Dacca      | Dubaï              | Jaipur      | Karachi         | New Delhi |            |  |  |
| Asie du Sud-Est & Océanie | Bangkok         | Hanoï               | Hô-Chi-Minh-Ville | Kuala Lumpur  | Jakarta    | Ville de Melbourne | Quezon City | Ville de Sydney |           |            |  |  |
| Villes innovatrices       |                 |                     |                   |               |            |                    |             |                 |           |            |  |  |
| Afrique                   | Durban          | Tshwane             |                   |               |            |                    |             |                 |           |            |  |  |
| Europe                    | Amsterdam       | Barcelone           | Bâle              | Copenhague    | Heidelberg | Oslo               | Rotterdam   | Stockholm       | Venise    |            |  |  |
| Amérique du Nord          | Austin          | La Nouvelle-Orléans | Portland          | San Francisco | Seattle    | Vancouver          |             |                 |           |            |  |  |
| Amérique du Sud           | Curitiba        | Quito               | Santiago          |               |            |                    |             |                 |           |            |  |  |
| Asie de l'Est et Océanie  | Auckland Region | Changwon            |                   |               |            |                    |             |                 |           |            |  |  |
| Villes observatrices      |                 |                     |                   |               |            |                    |             |                 |           |            |  |  |
| Afrique                   | Le Cap          | Dar es Salam        | Nairobi           |               |            |                    |             |                 |           |            |  |  |
| Asie de l'Est             | Pékin           | Shanghai            |                   |               |            |                    |             |                 |           |            |  |  |
| Asie du Sud-Est           | Singapour       |                     |                   |               |            |                    |             |                 |           |            |  |  |